# Вампаноаг
Вампаноази (енг. Wampanoag, /ˈwɑːmpənɔːɡ/, вам. Вомпанаак) су алгонквински народ, који је пре контакта са Енглезима на почетку 17. века насељавао југоисток данашње америчке државе Масачусетс (укључујући и острва Мартас Вињард и Нентакет) и крајњи исток државе Род Ајланд. Њихова територија се простирала на западу до залива Нарагансет, на југоистоку до полуострва Кејп Код и на североистоку до града Плимута. Према процени Џејмса Мунија, око 1610. Вампаноага је било око 6.600, само на острву Мартас Вињард живело их је око 3.000. Били су полуномадски народ, узгајали су кукуруз, пасуљ и бундеву, али су и сакупљали дивље плодове и бавили се ловом и риболовом. 
Између 1615. и 1619. године Вампаноази су били жртве епидемије заразне болести, не зна се поуздано које, али највероватније богиња или лептоспирозе. Смртност је била веома велика. Губици су били толико велики да су неколико година касније енглески колонисти били у стању да веома лако оснују своја насеља у колонијама Плимут и Масачусетс Беј. Више од 50 година касније у Рату краља Филипа (1675—1676) убијено је око 40% Вампаноага. Већи део преживелих мушкараца је продат у ропство на острву Бермуда или на Западноиндијским острвима (Антилима). Многе жене и деца су продати у ропство у Новој Енглеској.
У историјским документима Вампаноази након краја 18. века више нису помињани, али ипак нису престали да постоје. Преживели су остали на својој традиционалној територији, где су се мешали са припадницима других народа,  прилагодили су се променама, али су успели да очувају неке аспекте своје културе. У САД је 2010. живело 2.756 Вампаноага. Последњи говорник вампаноашког дијалекта масачусетског језика умро је пре више од 100 година. Међутим, Вампаноази су 1993. године започели процес ревитализације језика, захваљујући коме је вампаноашки поново постао живи језик. 

## Име
Вампаноаг значи „Источњак”, или дословно „Људи Зоре”. Реч Вапанус се први пут појавила на мапи Адриана Блока из 1614. и била је најранији приказ  вампаноашке територије у европским изворима. Према имену једног од вампаноашких сахема Вампаноази су називани и именом Масасојит.
Џон Смит је 1616. погрешно назвао целу Вампаноашку Конфедерацију именом Поканокет по једном од њених племена. Име Поканокет је коришћено у раним колонијалним документима. Престоница вампаноашког племена Поканокет се налазила у близини данашњег града Бристола у држави Род Ајленд.

## Подгрупе Вампаноага
- Аквина насељавали су полуострво на западу острва Мартас Вињард
- Нанапог насељавали су југоисточни део острва Мартас Вињард
- Такеми насељавали су северозападни део острва Мартас Вињард
- Чапаквидик насељавали су Острво Чапаквидик источно од острва Мартас Вињард
- Нентакет насељавали су Острво Нентакет
- Носет насељавали су Рт Код
- Машпи насељавали су Рт Код
- Патуксет насељавали су Плимутски залив у Источном Масачусетсу
- Поканокет насељавали су Источни Масачусетс и Род Ајленд у близини данашњег града Бристола у држави Род Ајленд
- Покасет насељавали су околину данашњег града Фол Ривера у држави Масачусетс
- Херинг Понд насељавали су Плимут и Рт Код
- Асонет насељавали су Фритаун
- и још око 50 других група

## Етнографија
Начин живота Вампаноага је био полуномадски, подразумевао је сезонско кретање између утврђених насеља. Мушкарци су често одлазили у риболов далеко на север или југ и на тим путовањима су се задржавали по неколико недеља или месеци. Жене су узгајале кукуруз, пасуљ и бундеву, намирнице које су биле основни извор хране, док су риба и дивљач коју су ловили мушкарци били додатни извор хране. Свако насеље је контролисало одређену територију чије су границе биле прецизно одређене.
Вампаноази као и многи други домороци Нове Енглеске су имали матрилинеарни систем сродства и наслеђивања. Вампаноашко друштво је било матрифокално, након венчања брачни пар је живео са женином породицом. Старије жене су често одобравале избор поглавица и сахема, а мушкарци су имали већину функција које су имале везе са односима са другим племенима и народима као и са ратовањем.
Вампаноашке породице су се окупљале на пролеће због риболова, у време зиме због лова на дивљач, а у току лета су се породице разилазиле да би свака породица узгајала пољопривредне производе на свом породичном имању. Дечаци су учени како да преживе у шуми, јер су мушкарчеве вештине у лову и преживљавању у дивљини под најтежим условима биле кључне за опстанак породице. Девојчице су од најранијег узраста одгајане да вредно раде у пољима и да се брину о породичној кући „Ветуу”. Вету је округла или овална кућа која је дизајнирана тако да може бити лако растављена и премештена у року од неколико сати. Такође су учене да скупљају и припремају дивље воће и остале плодове. Како су вампаноашке жене производиле велики део хране оне су имале значајну социо-политичку, економску и духовну улогу у својим насељима. Вампаноашки мушкарци су били задужени пре свега за лов и риболов, док су жене обрађивале земљу и сакупљале дивље плодове, коштуњаво воће, бобице, шкољке и слично. У вампаноашком друштву жене су производиле 75% хране.
Вампаноази су били организовано као конфедерација племена. На челу конфедерације налазио се врховни сахем коме су били подређени сахеми племена. Енглези су за сахема користили израз краљ. Сахеми су били задужени за додељивање трговинских повластица, као и за заштиту савезника у замену за материјалну надокнаду. И жене и мушкарци су могли да буду сахеми.
Везе пре брака су биле дозвољене, али се након венчања од супружника очекивала верност. Теолог Роџер Вилијамс (1603–1683) је изјавио да Вампаноази „не доживљавају као грех блудничење пре брака, али након брака превара било ког од супружника се доживљава као нешто гнусно”. У вампаноашком друштву постојала је полигамија, иако је правило била моногамија. Иако је вампаноашко друштво било матрилинеално и матрифокално, неки мушкарци припадници елите су могли да имају већи број жена из политичких или социјалних разлога. Вишеженство је био пут до богатства и симбол богатства, јер су жене биле произвођачи хране. Бракови су се лако разводили, али су породичне и клановске везе биле од великог и трајног значаја.

## Језик
Вомпаноашки језик је у ствари један од 5 дијалеката масачусетског језика или масачусетско-вомпаноашког језика који припада јужно-новоенглеској подгрупи источне групе алгонквинских језика.
Дијалекти масачусетско-вомпаноашког језика су:
- Вомпаноашки (којим су говорили Вампаноази),
- Масачусетски (или Натик) којим су говорили Масачусети,
- Носетски (којим су говорили Носети који су били посебан народ, али су постали подгрупа Вампаноага),
- Каусетски (којим су говорили Каусети који су подгрупа Нарагансета) и
- Потакетски (којим су говорили Потакети који су били у савезу са Пенакуцима).

## Историја

### Први контакт са Европљанима
Краљ Франсоа I Валоа је 1524. послао Ђованија Верацана да истражи подручје између Флориде и Њуфаундленда, са задатком да пронађе пут према Пацифику. Верацано је допловио до Северне Каролине у близину Кејп Фира. Одатле је отпловио на југ, али се касније вратио на север, у страху од сукоба са Шпанцима, који су основали испоставе на Флориди. Када је Верацано допловио до места где се данас налази град Њупорт, а које се тада налазило на територији Вампаноага, покушао је да успостави контакт са Вампанозима због успостављања трговине.

### Тисквонтум (или Сквонто)
Најранији контакти између Вампаноага и Европљана датирају из 16. века, када су европски трговачки и рибарски бродови пловили дуж обале данашње Нове Енглеске, капетани бродова су заробљавали Индијанце и продавали их као робове. Један од њих је био и Тисквонтум (или Сквонто) Вампаноаг из племена Патуксет. Сквонта и четворицу других Индијанаца је 1605. заробио капетан Џон Вејмут, Сквонта је одвео у град Плимут у јужној Енглеској, где га је предао гувернеру града Фердинанду Горџесу. Сквонто се 1614. вратио у Нову Енглеску као преводилац у експедицији капетана Џона Смита. На повратку кући капетан Томас Хант га је заробио са још неколико Вампаноага, након што их је на превару намамио на свој брод 1614. Касније их је продао у Шпанији као робове. Сквонта су купили шпански монаси, који су га покрстили. Сквонто је на крају успео да их убеди да га ослободе.
Тисквантум је стигао до Лондона где је живео код власника бродоградилишта Џона Слејнија за кога је након тога радио неколико година. Џон Слејни га је одвео на острво Њуфаундленд 1617. Коначно је успео да се врати у своју домовини 1619. Након што се вратио сазнао је да је племе Патуксет и његову породицу док је био одсутан скоро уништила епидемија неке болести.
Ходочасници (група енглеских Калвиниста) су 1620. основали град Плимут на територији Вампаноага који је постао престоница новоосноване Плимутске колоније. Тисквантум и остали Вампаноази су научили енглеске пуританске колонисте како се узгајају кукуруз, бундева и пасуљ.

### Масасојит
Скванто је живео са колонистима и деловао је као посредник између Ходочасника и вампаноашког сахема Масасојита. Десет година пре доласка Ходочасника је било најгоре време у историји Вампаноага. Са севера су их нападали Микмаци, који су након победе над Пенобскотима у Тарантинском рату (1607—1615) преузели део обале. У исто време, Пеквоти су дошли са запада и заузели део источног Конектиката.
Поред тога, између 1616. и 1619. Вампаноази су били погођени већим бројем епидемија заразних болести. Од ових заразних болести највише су страдали они који су трговали са Французима или су били у савезу са онима који јесу. Према Алфреду Крозбију смртност међу Масачусетима и копненим Поканокетима (Вампаноазима) је била већа од 90%.
Бројно ослабљене Вампаноаге су њихови западни суседи Нарагансети принудили да им плаћају данак, као и да им предају део своје територије око залива Нарагансет. Нарагансети су имали мало контакта са раним европским трговцима и били су много мање погођени епидемијама него Вампаноази. Због чега се њихов утицај у региону средином 17. века значајно повећао. Масасојит је желео да савезом са Енглезима помогне свом народу у борби против Нарагансета.
Марта 1621. Масасојит је у пратњи Сквонта посетио Плимут, где је потписао споразум о савезу са Енглезима, којим је предао око 48 km² земље Енглезима из Плимутске колоније. Нарагансети су били сумњичави према савезу Енглеза и Вампаноага и плашили су се да ће их они удружени напасти. Међутим, убрзо су Пеквоти напали Нарагансете због чега је избегнут сукоб Нарагансета и Енглеза.
Ходочасници су у Плимуту 1621. прославили Дан захвалности, прослава прве жетве је трајала три дана. Тачан датум прославе се не зна, али до прославе је највероватније дошло између 21.9. и 11.11.1621. У прослави је учествовало 50 Енглеза који су допловили на Мејфлауеру (50 преживелих од 100 колико их је дошло у Плимут) и 90 Вампаноага. Храну су спремиле 4 одрасле жене ходочаснице (Елеонор Билингтон, Елизабет Хопкинс, Мери Брустер и Сузан Вајт) заједно са својим кћеркама, слугама и слушкињама.
Вампаноази и Енглези су веома дуго успели да одрже добре односе, када се сахем Масасојит озбиљно разболео у зиму 1623. Енглези су га излечили. У међувремену Плимутска колонија је наставила да расте, а значајан број енглеских Пуританаца се населио у новој колонији Масачусетс Беј. Нарагансети су 1632. окончали ратове са Пеквотима и Мохоцима и поново су заратили са Вампаноазима. Нарагансети су напали Масасојитово село Совам, али су Вампаноази уз помоћ Енглеза успели да се одбране.

### Ширење енглеских колонија
Након 1630. становници Плимутске колоније су постали мањина међу енглеским досељеницима, јер се велики број Пуританаца населио у близини данашњег Бостона у колонију Масачусетс Беј. Пуританци су били нетолерантни према другим Хришћанима и незаинтересовани за пријатељство са Индијанцима, које су доживљавали као дивљаке. Под вођством Пуританаца, Енглези су се ширили ка западу, ка долини реке Конектикат. Енглески колонисти су 1637. уништили моћну Пеквотску конфедерацију. Неколико година касније 1643. Мохиганци су уз подршку Енглеза поразили Нарагансете у рату и постали су доминантан народ у јужној Новој Енглеској.
Између 1640. и 1675. пристизали су таласи нових насељеника, који су наставили да потискују домородачке народе на запад. Док су Ходочасници плаћали земљу или су барем тражили дозволу да је користе, Пуританци су је једноставно узимали кад они то желе. До 1665. риболов и трговина производима су заменила трговину крзном и вампумом (огрлицама од шкољки) из претходних година. Број домородаца је наставио да опада због непрестаних појава епидемија заразних болести, као што су богиње, које су донели колонисти: 1633, 1635, 1654, 1661. и 1667.

### Прелазак на хришћанство
Након 1650. мисионар Џон Елиот и још неки пуритански мисионари су предложили хумано решење индијанског „проблема”, а то је било покрштавање. Покрштени Индијанци су насељени у 14 „Молитвених градова”. Насељавање у сталне насеобине је било нарочито важно, јер је захтевало од Индијанаца да напусте традицију миграција због лова и прихватање традиционалног енглеског начина живота. Елиот и остали мисионари су се надали да ће под утицајем хришћанских проповедника домороци прихватити енглеске „цивилизоване” обичаје као што су: моногамни брак, пољопривреда, патријархално домаћинство и правни систем.
Мотиви новоенглеских домородачких народа за прелазак у хришћанство су били бројни и различити. Значајан утицај је имао и велики број епидемија након доласка Европљана. Велика стопа смртности је довела до појаве духовне кризе међу домороцима, јер њихови врачеви и верске вође нису успевали да спрече епидемије.

### Метакомет (краљ Филип)
Сахем Масасојит је прихватио енглеске обичаје. Пре своје смрти 1661. затражио је од Енглеза из Плимута да обојици његових синова дају енглеска имена. Вамсата старији син добио је име Александер, а млађи син Метаком добио је име Филип. Након очеве смрти Александер је постао сахем Вампаноага. Енглези овим нису били задовољни јер су веровали да је сувише самоуверен, због чега су га позвали у Плимут на разговор. На повратку кући Вамсута се озбиљно разболео и умро. Вампаноази су веровали да је отрован, иако им је речено да је умро од грознице. Следеће године Метаком је постао сахем Вампаноага. Касније су га Енглези назвали „краљ Филип”.
На први поглед Филип није био радикалан сахем, али под његовом владавином односи између Вампаноага и Енглеза су се значајно променили. Филип је схватао да ће на крају Енглези све преузети, не само земљу већ и уништити вампаноашки начин живота, веру и културу. Филип је одлучио да спречи даље ширење енглеских насеља. Било је немогуће да Вампаноази ово изведу сами, јер их је у то време преостало само 1.000. Филип је почео да посећује суседне народе и покушавао је да их убеди да прихвате његов план. Међутим и овај план је деловао безнадежно јер је у ово време у јужној Новој Енглеској број енглеских колониста био више него дупло већи од броја свих домородаца, 35.000 колониста наспрам 15.000 домородаца. Филип је 1671. позван у Тонтон где је потписао споразум којим су се Вампаноази обавезали да предају своје ватрено оружје. Да би избегао опасност није присуствовао вечери и није предао оружје.
Енглези су наставили да одузимају земљу и мало по мало Филип је придобио за савезнике Нипмаке, Покумтаке и Нарагансете. За почетак устанка првобитно је одређено пролеће 1676. Марта 1675. пронађено је тело Џона Сасамона. Џон Сасамон је био Индијанац Хришћанин који је одрастао у Натику, једном од „молитвених градова” Џона Елиота и који је образован на колеџу Харвард. Сасамон је био писар, преводилац и саветник вампаноашког сахема Метакома. Ипак недељу дана пре своје смрти Сасамон је дојавио гувернеру Плимута Џосаји Винслоу да Метаком планира рат против Енглеза. Када је Сасамонов леш пронађен недељу дана касније под ледом залеђеног језерцета, троје вампаноашких ратника је Индијанац Хришћанин оптужио за његово убиство, након чега су ухапшени. Након суђења они су обешени јуна 1675, у пороти која их је осудила учествовало је 12 Енглеза и 6 Индијанаца Хришћана. Ово погубљење заједно са гласинама да Енглези планирају да заробе Филипа били су довољни за почетак рата. Када је Филип сазвао ратно веће на Маунт Хоупу већина Вампаноага је одлучила да га следи, са изузетком Носета са Рта Код и мањих група са острва. Вампаноазима су савезници у рату били Нипмаци, Покумтаци, део Пенакука и источних Абенакија. Нарагансети су остали неутрални на почетку рата.

### Рат краља Филипа
Група младих Вампаноага је 20. јула 1675. у Свансију убила неколико енглеских говеда и уплашила локалне енглеске насељенике. Следећег дана започео је „Рат краља Филипа”, Вампаноази су напали већи број енглеских насеља и спалили их до темеља. Неочекивани напад изазвао је велику панику међу Енглезима. Уједињени домороци у јужној Новој Енглеској напали су 52 од 90 енглеских насеља и делимично су их спалили.
На почетку рата многи проенглески домороци су се борили на страни Енглеза против краља Филипа и његових савезника, као извиђачи, ратници, саветници и шпијуни. Због неповерења и непријатељства Енглези су престали да прихватају помоћ Индијанаца иако је њихово учешће у рату било значајно. Влада Масачусетса је преселила велики део Индијанаца Хришћана на острво Дир Ајленд у Бостонској Луци, делом да би их заштитила од енглеских насељеника, а делом због жеље да се спречи њихова могућа побуна. Мери Роландсон која је у току Рата краља Филипа била заробљеник Вампаноага је у својој књизи Суверенитет и доброта Божија, описала своја искуства за време заточеништва и критиковала је предрасуде које су Енглези имали према Индијанцима Хришћанима, као и суровости које су над њима почињене.
Из Масачусетса, рат се проширио на друге делове Нове Енглеске. Абенаки из Мејна су се придружили рату против Енглеза. Нарагансети из Род Ајленда су се одрекли своје неутралности након што су колонисти напали једно од њихових утврђених села. У бици која је постала позната под именом „Масакр у Грејт Свомпу”, убијено је више од 600 Нарагансета и 20 њихових сахема. Њихов вођа Канончет је успео да побегне и да поведе велику групу нарагансетских ратника на запад где су се придружили краљу Филипу и његовим ратницима.
На пролеће 1676. након тешке и гладне зиме краљ Филип је почео да губи. Енглеске снаге су започеле бесомучну потеру за њим, а његов најзначајнији савезник нарагансетски сахем Канончет је заробљен и погубљен. Канончетово тело је исечено на 4 дела, а глава је послата у Хартфорд где је јавно изложена.
Током летњих месеци, Филип је успевао да избегне своје прогонитеље и отишао је до склоништа на Маунт Хоупу у држави Род Ајленд. У августу након што су индијански извиђачи открили његово скровиште, Енглези су напали и убили или заробили 173 Вампаноага. Филип је замало избегао заробљавање, али су међу заробљенима били његова жена и деветогодишњи син, који су бродом послати на Западноиндијска острва (Антиле) где су продати у ропство. Енглеске трупе су 12. августа 1676. окружиле и напале Филипов логор, а у току битке су успеле да убију краља Филипа. Енглези су краљу Филипу одсекли главу и однели су је у Плимут где је била изложена на коцу 20 година.

### Последице рата
Након рата и убиства краља Филипа и већине њихових вођа, Вампаноази су били скоро потпуно истребљени. Само је њих око 400 преживело рат. Нарагансети и Нипмаци су имали сличне губитке, а многа мала племена у јужној Новој Енглеској су била уништена. Многи Вампаноази су продати у ропство. Мушки заробљеници су по правилу продавани трговцима робљем и транспортовани на Западноиндијска острва (Антиле), на острво Бермуда, у Вирџинију или на Иберијско полуострво. Жене и децу су куповали као робове колонисти у Новој Енглеској. Оне који нису продати у ропство колонија је присилно населила у 4 од првобитних 14 „молитвених градова”: Натик, Вомзит, Понкапог и Хасанамесит. Након рата једино су ова четири града поново насељена. У току „Рата краља Филипа” је убијено око 5.000 домородаца што је чинило 40% њиховог становништва и око 2.500 енглеских колониста што је чинило 5% укупног енглеског становништва. До овог тренутка је енглеско становништво толико нарасло да су губици иако велики били од мањег значаја за енглеско друштво као целину.

### Од 18. до 20. века

#### Машпи
Изузетак од присилног пресељења били су Вампаноази са острва, који су остали неутрални током рата. Колонисти су присилили Вампаноаге са копна да се преселе на територију вампаноашког племена Саконет или на територију Носета у „молитвене градове” као што је Машпи у округу Барнстабл. Саконете је предводила жена сахем Авашонкс, која је на почетку рата била неутрална, али је крајем 1675. ушла у рат на страни Вампаноага, да би се у мају 1676. неколико месеци пре краја рата предала Енглезима. Захваљујући овом потезу своје саплеменике је спасила од продаје у ропство. Машпи је највећи индијански резерват у држави Масачусетс и налази се на Рту Код. Површина резервата је 1660. била око 130 km², а почетком 1665. резерват је имао своју владу и судове, који су организовани по узору на енглеске. Резерват је интегрисан у дистрикт Машпи 1763.
Током „Рата краља Џорџа” (1744–1748), официр Џон Горам је командовао јединицом „Горамова независна јединица ренџера”. Првобитно је јединица била састављена од Вампаноага и била је стационирана у Новој Шкотској. Део Вампаноага који је остао неутралан или лојалан Енглезима у току овог рата се населио почевши од 1750-их на острву Кејп Сејб`л Ајленд у Новој Шкотској.
Након Америчког рата за независност 1788, држава је укинула Вампаноазима право на самоуправу. Створен је петочлани надзорни комитет у коме ниједан члана није био Вампаноаг, већ су сви били Англоамериканци. Држава је 1834. вратила одређени степен самоуправе домороцима. Да би потстакла асимилацију 1842. држава је кршећи закон нелегално испарцелисала 8,1 km² земље од укупних 53 km² резерватске комуналне земље и наменила је за расподелу појединачним породицама, појединачне парцеле су биле величине 0,24 km². Држава је доносила законе којима је покушавала да спречи нелегалне уласке белаца у резерват, у коме су белци често секли шуму. Белци су ову област богату шумом, рибом и дивљачи сматрали пожељном. У њој су сукоби између белаца и Индијанаца Вампаноага били чешћи него у другим изолованијим индијанским насељима у држави.

#### Вампаноази на острву Мартас Вињард
На острву Мартас Вињард у 18. и 19. веку налазило се 3 резервата: Чапаквидик, Кристиантаун и Геј Хед.
Чапаквидик резерват се налази на источном делу полуострва Чапаквидик на острву Мартас Вињард, које понекад постаје острво, јер за време олуја понекад долази до пробоја насипа који га повезује са острвом Мартас Вињард. Након продаје земље 1789. Индијанци су изгубили вредне делове резервата, а остатак земље је расподељен Вампаноазима становницима резервата 1810. Око 1849. поседовали су 2,80 km² неплодне земље, а многи становници резервата су се преселили у оближњи Едгартон, где су се бавили трговином.
Кристиантаун је првобитно био „молитвени град”, који се налазио на северозападној страни острва Мартас Вињард северозападно од Тисбурија. Резерват је 1849. обухватао површину од 1,6 km², а већи део земље резервата је био расподељен међу његовим становницима. Део земље који је био у комуналном (племенском) власништву доносио је мале приносе па су припадници племена напустили резерват да би пронашли послове у градовима. Према усменом предању Вампаноага, Кристиантаун је био збрисан 1888. у епидемији богиња.
Трећи резерват је основала колонија Масачусетс Беј 1711. да би христијанизовала Индијанце. Купљена је земља за Геј Хед Индијанце који су живели на том простору још од пре 1642. Првобитни циљ стварања центра у коме би се неометано обављао мисионарски рад је убрзо заборављен. Држава је коначно створила резерват на полуострву на западном крају острва Мартас Вињард који је назвала Геј Хед. Површина резервата је 1849. износила 9,7 km², од којих је око 2 km² било расподељено међу припадницима племена, остатак је био у комуналном (племенском) власништву. За разлику од осталих резервата, ово племе није имало поглавицу или старатеља. Када им је била потребна правна помоћ, тражили су савет од старатеља резервата Чапаквидик, али остале ствари су сами решавали. Припадници племена најчешће нису били власници земље, већ су користили право на уживање туђе својине (племенске својине), припадници племена су имали право да сами бирају земљу коју ће користити, као и право на градњу кућа где сами то изаберу. Нису дозвољавали белцима да се населе на њихову земљу. Доносили су строге законе везане за право на чланство у племену.
Вампаноази са оства Нентакет су били скоро потпуно уништени појавом непознате заразне болести 1763. Последњи Нентакет је умро 1855.

### Интернет
- Wampanoag-Aquinnah Trust Land, Massachusetts United States Census Bureau
- „Wôpanâak Language Reclamation Project”. Архивирано из оригинала 2. 3. 2010. г.
- „Wampanoag Tribe of Gay Head Aquinnah webpage”. Архивирано из оригинала 17. 10. 2016. г.
- Cape Cod Times. „TRIBES RECONNECT: Part I, Worlds rejoined”. Архивирано из оригинала 3. 2. 2007. г.
- „*Cape Cod Times TRIBES RECONNECT: Part II, 'We missed you'”. Архивирано из оригинала 29. 9. 2012. г.
- „Pocasset Wampanoag official website”. Архивирано из оригинала 8. 2. 2011. г.
- „*Cape Cod Times Spade tooth discovery offers another clue to bloodline”. Архивирано из оригинала 27. 7. 2013. г.
- Cape Cod Times. „Finding a link that was never really lost”. Архивирано из оригинала 18. 3. 2006. г.
- Cape Cod Times. „Roots emerge in native dance”. Архивирано из оригинала 18. 3. 2006. г.
- Roots Web RECONNECTION FESTIVAL 2002
- The Royal Gazette Learning a valuable lesson[мртва веза]

### Штампана издања

#### Етнографија
- Bragdon, Kathleen. Gender as a Social Category in Native Southern New England.. (American Society for Ethnohistory, Ethnohistory 43:4). 1996.
- Moondancer and Strong Woman (2007). A Cultural History of the Native Peoples of Southern New England: Voices from Past and Present. Boulder, CO: Bauu Press..
- Plane, Anne Marie (2000). Colonial Intimacies: Indian Marriage in Early New England. Ithaca, NY: Cornell University Press..
- Salisbury, Neal (1997). Introduction to The Sovereignty and Goodness of God by Mary Rowlandson. Boston, MA: Bedford Books..
- Salisbury, Neal and Colin G. Calloway, (ур.). Reinterpreting New England Indians and the Colonial Experience. Boston, MA: University of Virginia Press.. Vol. 71 of Publications of the Colonial Society of Massachusetts., 1993.
- Waters, Kate; Kendall, Russ (1996). Tapenum's Day – A Wampanoag Indian Boy in Pilgrim Times. New York: Scholastic. ISBN 978-0-590-20237-4.
- Williams, Roger. "Narrangansett Women." (1643).

#### Историја
- Lepore, Jill (1998). The Name of War. New York: Alfred A. Knopf..
- Rowlandson, Mary (1997). The Sovereignty and Goodness of God. Boston, MA: Bedford 	Books. horizontal tab character у |publisher= на позицији 9 (помоћ).
- Salisbury, Neal (1997). Introduction to The Sovereignty and Goodness of God by Mary Rowlandson. Boston, MA: Bedford Books..
- Leach, Douglas Edward (1958). Flintlock and Tomahawk. Norton: The Norton Library. ISBN 978-0-393-00340-6.
- Salisbury, Neal (1982). Manitou and Providence. Oxford: Oxford University Press.
- Silverman, David (2007). Faith and Boundaries: Colonists, Christianity, and Community Among the Wampanoag Indians of Martha's Vineyard, 1600–1871. New York: Cambridge University Press. ISBN 978-0-521-70695-7.

Прелазак на Хришћанство:
- Mayhew, Experience. "Family Religion Excited and Assisted." (1714–1728).
- Mayhew, Experience (2008). Indian Converts. University of Massachusetts Press. ISBN 978-1-55849-661-3.., 2008. Indian Converts Collection
- Ronda, James P. Generations of Faith: The Christian Indians of Martha's Vineyard.. (William and Mary Quarterly 38), 1981.